# Nurlan Abilmazhinuly
Nurlan Abilmazhinuly (hay Nurlan Äbilmäjinulı, Nurlan Abelmanjen, Nuerlan Abudumanjin, tiếng Kazakh: نۇرلان ٴابىلماجىن ۇلى [Нұрлан Әбілмәжінұлы]; tiếng Trung giản thể: 努尔兰·阿不都满金; Hán Việt: Nỗ Nhĩ Lan A Bất Đô Mãn Kim, sinh tháng 12 năm 1962, người Kazakh) là chính trị gia nước Cộng hòa Nhân dân Trung Hoa. Ông là Ủy viên Ủy ban Trung ương Đảng Cộng sản Trung Quốc khóa XX, khóa XIX, Ủy viên dự khuyết khóa XVIII, hiện là Chủ tịch Ủy ban Tân Cương Hội nghị Hiệp thương Chính trị Nhân dân Trung Quốc. Ông từng là là Thường vụ Khu ủy, Phó Chủ tịch Chính phủ Nhân dân Khu tự trị Duy Ngô Nhĩ Tân Cương.
Nurlan Abilmazhinuly là Đảng viên Đảng Cộng sản Trung Quốc, học vị Cử nhân Luật, Thạc sĩ Tư tưởng chính trị. Ông có sự nghiệp đều hoạt động ở quê nhà Tân Cương.

## Xuất thân và giáo dục
Nurlan Abilmazhinuly sinh tháng 12 năm 1962 tại huyện Hoắc Thành, châu tự trị dân tộc Kazakh – Ili (Y Lê), khu tự trị Duy Ngô Nhĩ Tân Cương, Cộng hòa Nhân dân Trung Hoa, trong một gia đình người Kazakh. Ông lớn lên và tốt nghiệp phổ thông ở địa phương. Tháng 9 năm 1981, ông tới thủ phủ Ürümqi, nhập học Khoa Pháp luật, Đại học Tân Cương. Trong quá trình học đại học, ông được kết nạp Đảng Cộng sản Trung Quốc vào tháng 5 năm 1985, sau đó tốt nghiệp Cử nhân ngành Luật vào tháng 7 cùng năm. Từ tháng 8 năm 1980 đến tháng 7 năm 1991, ông theo học lớp bồi dưỡng lý luận chính trị tại Trường Đảng Trung ương Đảng Cộng sản Trung Quốc. Tháng 9 năm 1998, ông tới thủ đô Bắc Kinh, theo học cao học tại Đại học Sư phạm Bắc Kinh, nhận bằng Thạc sĩ Tư tưởng chính trị vào tháng 10 năm 2000.

## Sự nghiệp

### Giai đoạn đầu
Tháng 7 năm 1985, sau khi tốt nghiệp đại học, Nurlan Abilmazhinuly bắt đầu sự nghiệp của mình khi được tuyển dụng về huyện Củng Lưu, châu tự trị Ili, với vị trí Trợ lý Thẩm phán Pháp viện nhân dân huyện Củng Lưu. Năm 1986, ông được bổ nhiệm làm Thẩm phán, Phó Viện trưởng kiêm Trưởng tòa Hình sự Pháp viện Củng Lưu. Tháng 1 năm 1987, ông là Quyền Viện trưởng và nhậm chức Viện trưởng Pháp viện Củng Lưu từ tháng 3 cùng năm cho đến năm 1992. Tháng 1 năm 1992, ông được thăng cấp làm Phó Viện trưởng kiêm Trưởng tòa Hình sự Pháp viện nhân dân châu tự trị Ili. Tháng 5 năm 1993, ông là Phó Bí thư Đảng tổ, Viện trưởng Pháp viện Ili, và giữ chức vụ này cho đến năm 2001. Trong thời gian này, ông từng được điều động kiêm nhiệm làm Trợ lý Chánh Văn phòng Pháp viện nhân dân tối cao Trung Quốc. Tính đến 2001, ông có hơn 15 năm sự nghiệp pháp luật, là thẩm phán hệ thống tòa án nhân dân địa phương ở Ili, Tân Cương.
Tháng 7 năm 2001, Nurlan Abilmazhinuly được bổ nhiệm làm Phó Bí thư Châu ủy, Phó Châu trưởng thứ nhất châu tự trị Kazakh Ili. Đến tháng 1 năm 2002, ông là Quyền Châu trưởng rồi Châu trưởng chính thức từ tháng 2 năm 2003, cấp chính sảnh, địa. Bên cạnh đó, từ tháng 8 năm 1995 đến tháng 8 năm 2000, ông có tròn 10 năm là Ủy viên Ban Thường vụ Hội Liên hiệp Thanh niên Trung Quốc, Phó Chủ tịch Hội Liên hiệp Thanh niên Tân Cương.

### Lãnh đạo Tân Cương
Tháng 1 năm 2003, Nurlan Abilmazhinuly được Nhân Đại Tân Cương bầu, Tổng lý Chu Dung Cơ phê chuẩn bổ nhiệm làm Phó Chủ tịch Chính phủ Nhân dân Khu tự trị Duy Ngô Nhĩ Tân Cương. Trong thời gian giữ cương vị này, ông từng đảm nhiệm song song vị trí Phó Bí thư Ủy ban Chính trị và Pháp luật Khu ủy Tân Cương từ tháng 4 năm 2004 đến tháng 9 năm 2005. Tháng 10 năm 2006, ông được bầu vào Ban Thường vụ Khu ủy Tân Cương và giữ cương vị này cho đến năm 2013. Tháng 11 năm 2012, tại Đại hội Đảng Cộng sản Trung Quốc khóa XVIII, ông được bầu làm Ủy viên dự khuyết Ủy ban Trung ương Đảng Cộng sản Trung Quốc khóa XVIII nhiệm kỳ 2012 – 2017. Ngày 30 tháng 1 năm 2013, tại Hội nghị Hiệp thương Chính trị Nhân dân Trung Quốc Tân Cương khóa XI, ông được bầu làm Chủ tịch Ủy ban Chính Hiệp Tân Cương, cấp chính bộ, tỉnh. Tháng 10 năm 2017, ông tham gia đại hội đại biểu toàn quốc, đắc cử Ủy viên Ủy ban Trung ương Đảng Cộng sản Trung Quốc khóa XIX tại Đại hội Đảng Cộng sản Trung Quốc lần thứ 19, sau đó tiếp tục là Chủ tịch Chính Hiệp Tân Cương khóa XII từ năm 2018. Cuối năm 2022, ông tham gia Đại hội Đảng Cộng sản Trung Quốc lần thứ XX từ đoàn đại biểu Tân Cương. Trong quá trình bầu cử tại đại hội, ông tái đắc cử là Ủy viên Ủy ban Trung ương Đảng Cộng sản Trung Quốc khóa XX.